# ワシントン郡刑務所 (オレゴン州)
ワシントン郡刑務所（英: Washington County Jail）は、アメリカ合衆国オレゴン州でかつて使用されていた木造一部屋の刑務所である。1853年に建造され1870年まで用いられた。1986年に国家歴史登録財（NRHP）に追加され、現在では同州ワシントン郡に所在するワシントン郡博物館に収められている。2008年、ワシントン郡刑務所はNRHPから除名された。

## 歴史
1853年、初代ワシントン郡刑務所が開所した。ウィリアム・ブラウンの手により900米ドルを費やして建てられたこの刑務所は、ヒルズボロ市内の4番通りとワシントン通りに所在した。この刑務所の稼働中に2名が投獄中に死亡したほか、刑務所としての機能を終えた後に1名が産まれた。刑務所内で死亡した者のひとりに元ハドソン湾会社の従業員ウィリアム・ブリスが居り、彼は1855年、泥酔中に激怒して家族を殺した罪で投獄されていた。アメリカ南北戦争の将軍ユリシーズ・グラントがオレゴンに配属中、この刑務所に拘置されたという噂があるが、実際にそのようなことはなかった。
1870年、刑務所としての機能を終えると、この建物は売却され、ケーブ家の所有物になった。ケーブ家は、彼らの新居の建設中一時的にこの建物で居住し、その後は離れ家として利用した。1953年にはワシントン郡催事場に移設された。2003年初頭、75,000米ドルで修復工事が行われ、ワシントン郡催事場からワシントン郡博物館に移設された。

### 現在
1986年、国家歴史登録財に指定された 2003年、解体され修復工事が行われた。2004年、ワシントン郡博物館敷地内で再構築され、温度と湿度が制御可能な同地で永久保存されることになった。2008年12月24日、刑務所はNRHPの指定から解除された。2008年9月、この刑務所を博物館外へ移設する計画が提起された。

## 構造
15m2（160ft2）を面積を有し、木造一部屋から成るこの建築物は12,000lb（5,443.1kg）の重量を持つ。体積は、奥行16ft(4.9m)、幅9ft（2.7m）、高さ12ft（3.7m）である。ベイマツの木材を使って、3ヶ月で建造された。刑務所には当初、バケツ、足枷の鎖、藁布団が収められていた。